# Samaniego (Nariño)
Samaniego es un municipio colombiano ubicado en el departamento de Nariño. Fue fundado en 1837 por don Simón Álvarez.

## Historia
Esta región en los primitivos tiempos fue habitada por las tribus: Sacampués, Pacuales, Chuguldies, Chupsinanganes, Tabiles, Panganes y Abades; dependían autoritariamente de la gran familia de los Pastos, que ocupaban la Sabana de Túquerres y norte del Ecuador. Su labor diaria era la agricultura rudimentaria hasta la llegada de los conquistadores, quienes los sometieron a su voluntad.
Fundada por don Simón Álvarez el 5 de junio de 1837. Su colonización era antiquísima pero debido a la dispersión de sus habitantes, no llenaba las condiciones necesarias que un pueblo requería. Once años después de su fundación fue erigida en distrito con la creación de la parroquia, el 24 de abril de 1848.
Como consecuencia de la Reforma Constitucional de 1858 y del Orden Administrativo Nacional, Samaniego y demás distritos vecinos bajaron de categoría quedando como corregimientos del distrito de Túquerres, con derecho de elegir un miembro para esa municipalidad. En 1864, reunida la municipalidad de Túquerres, nuevamente, elevó a distritos a Samaniego y a los corregimientos de Ancuya, Guaitarilla, Sapuyes, Mallama y Yascual. El jefe de la municipalidad nombró a don Manuel de J. Benavides para que dirigiera los destinos de Samaniego, quien debió afrontar épocas de retraso económico y crisis política.

## Geografía
Se encuentra a 117 km al occidente de la ciudad de San Juan de Pasto, limitando: por el norte, con La Llanada; por el sur, con Providencia, Guaitarilla, Túquerres y Santacruz; por el oriente, con La Llanada, Linares y Ancuya; y, por el occidente, con Santacruz, Ricaurte y Barbacoas. Su altura, sobre el nivel del mar, es de 1450 m s. n. m. y su temperatura media es de 22 °C. La precipitación media anual es de 1314 mm y el área municipal comprende 765 km². Su territorio es montañoso en su mayor extensión, pero también tiene algunos sectores planos y ondulados. Como accidentes geográficos se destacan los cerros Gordo, Inga, La Cruz y Pelado.
Estas tierras corresponden a pisos térmicos cálido, templado y frío, y son regados por los ríos Cristal, Pacual, Pali, San Juan, Saspi y Telembí. Los 62 659 habitantes de Samaniego basan su economía en la agricultura, la ganadería y la minería; siendo los principales productos que cultivan: caña panelera 1830 ha, café 1021 ha, fique 450 ha, tomate de árbol 330 ha, frijol 300 ha, plátano 232 ha. En el sector ganadero mantienen, aproximadamente 3300 cabezas de ganado bovino, de las cuales 1400 producen un promedio diario de 4200 L de leche. Y, en el sector minero, en los últimos 5 años, produjo un promedio anual de 386,54 onzas de oro.
Samaniego posee una temperatura promedio de 21 °C y una población 50 000 personas, según el censo DANE del 2014.

### Hidrología
Samaniego esta bañado por los ríos Pacual y San Juan, el primero nace en el volcán Azufral y desemboca en el Río Guaitara; el río San Juan es el cual se toma el agua para el consumo del municipio, desemboca en el río Pacual en el sector denominado Las Juntas, En el sector montañoso del municipio hay sin número de quebradas y los ríos Cristal y El Telembí.

## División Político-Administrativa
Además de su Cabecera municipal. Samaniego tiene bajo su jurisdicción los siguientes Centros poblados:
- Bonete
- Cartagena
- Chuguldí
- La Mesa
- Mirador de Saraconcho
- Obando
- Puerchag
- Tanamá
- Turupamba

### Veredas
Corregimiento de Bolívar, El Salado, Motilón, Villaflor, Aguada, La Capilla, La Planada, El Decio, Betania, Andalucía, Carrizal, Chinchal, Chupinagán, Doñana, El Canadá, Bajo Canadá, El Pinal, El Campo Alegre, Sacampues, El Llano, El Limo, El Naranjal, El Pilche, El Bermejal, El Motilón, El Salado, La Montufar, Maranguay, Piedrablanca, Puente Tierra, San Antonio, San Diego, Santa Catalina, San Francisco, Yunguilla, Archiduque.

## Educación
Samaniego cuenta con planteles educativos de primaria en la mayoría de las veredas. 
En el casco urbano se encuentran las instituciones de básica primaria: San Luis Gonzaga, Santa Teresita, Pedro Schumacher y Antonio Nariño. Las instituciones de bachillerato son el Colegio Nacional Simón Bolívar (cuenta con modalidad nocturna), el Instituto Policarpa Salavarrieta, La Institución Educativa Agroecológica El Motilón, El Colegio Agropecuario San Martín de Porres y la Institución Educativa Técnico Agropecuaria y de Sistemas "Simón Álvarez".

## Cultura

### Concurso Departamental de Bandas
El Concurso de Bandas Sinfónicas data de agosto del año 1983. En el que se escogen las bandas que, en representación de Nariño, van a los diferentes concursos nacionales del país, como los de Paipa (Boyacá), Anapoima (Cundinamarca), El Retiro (Antioquia), San Pedro (Valle del Cauca), entre otros.
En este concurso se dan cita los amantes de la música, compositores e intérpretes con la participación de residentes, turistas y público en general. Según Fidencio Melo Delgado, la iniciativa de este evento se debe al profesor Álvaro Santander Bastidas, quien lo llevó a feliz término con la colaboración de Luis Alejandro Bastidas Morales y Ruby Cecilia Santander; quienes realizaron las gestiones pertinentes ante el alcalde, de ese entonces, doctor Fabio Sarasty Montalvo. La primera junta organizadora de este evento la integraron los señores: Benjamin Herrera G., sargento de Policía Nacional; Tulia Maya de Castro; y, Sonia Castro Maya.

### Encuentro internacional de danzas y tríos
Paralelo a las bandas, se realiza un encuentro internacional de danzas folclóricas, el cual ha contado con la participación de delegaciones de Perú, México, Brasil, Ecuador, y de agrupaciones locales de Nariño y Colombia. En el encuentro de tríos, generalmente se escuchan ritmos latinoamericanos, como el bolero, el pasillo, el bambuco, entre otros, los cuales son interpretados por virtuosos tríos de Colombia y Ecuador.Noches inolvidables que se viven en este municipio.

### Noches de Samaniego
Lo que más se goza de las bandas, son las noches de Samaniego. En medio de las luces del castillo y la vaca loca, se prende una fiesta inolvidable para propios y visitantes, la cual tiene como propósito, amanecer en la plaza principal, al ritmo de porros, cumbias, música ecuatoriana y la Guaneña, interpretados por las mejores bandas fiesteras. 

### Carnaval de Negros y Blancos
Como en la mayoría de los municipios del departamento de Nariño, en Samaniego se festeja el carnaval de Negros y Blancos. El mismo que empieza en fecha 3 de enero, con el denominado carnavalito, luego el 4, con el encuentro de la familia chamizo, sigue el 5, con el llamado día de los negritos, y culmina el 6 de enero, con el nombrado día de los blanquitos.En el carnaval se celebra con carioca y pintando a las personas distraídas con un cosmético en signo de confianza , tiempo hace que todos se olviden de todos sus problemas y solo disfruten de la alegría de además de la forma en que el carnaval de negros y blancos manipula el los samaniegenses y también esta su desfile en el que podremos encontrar lindas carrosas, bailes y actuaciones etc.